# Marinomed
Marinomed Biotech AG ist ein österreichisches Pharmaunternehmen mit Sitz in Korneuburg, Niederösterreich.
Das Unternehmen entwickelt Produkte im Bereich Atemwegs- und Augenerkrankungen sowie Produkte für die Behandlung von Grippe, Kombinationsprodukte für Asthmatiker und andere an.

## Produkte
- Marinosolv
- Carragelose

## Geschichte
Im Jahre 2006 wurde die Marinomed Biotechnologie GmbH als Spin-off der Veterinärmedizinischen Universität Wien gegründet. 2007 wurde die Carragelose-Plattform entwickelt. 2008 wurde das erste Carragelose-Produkt im Markt eingeführt und eine Kapitalerhöhung unter Beteiligung von Acropora durchgeführt. 2010 wurde eine Lizenzpartnerschaft mit Boehringer Ingelheim für 54 Länder abgeschlossen. 2011 geschah die Zulassung von Carragelose-Produkten in 22 zusätzlichen weiteren Ländern. In den Folgejahren wurden weitere Produkte und Vertriebspartnerschaften entwickelt. 2016 erfolgte die Entwicklung und Machbarkeitsstudie der Technologieplattform Marinosolv.
2017 wurde Marinomed Biotechnologie GmbH in eine Aktiengesellschaft umgewandelt. 2018 erfolgte die Zertifizierung für ein neues Carragelose-Nasenspray mit abschwellenden Eigenschaften.
Im Februar 2019 wurde beim Börsengang die Aktie an der Wiener Börse im Segment Prime Market eingeführt.
Am 13. August 2024 beantragte Marinomed Biotech AG ein gerichtliches Sanierungsverfahren ohne Eigenverwaltung. In der Sanierungsplan- und Schlussrechnungstagsatzung vom 14. November 2024 stimmten die Gläubigerversammlung einstimmig dem vorgelegten Sanierungsplan zu.